# Onthophagus nigerrimus
Onthophagus nigerrimus é uma espécie de inseto do género Onthophagus, família Scarabaeidae, ordem Coleoptera.

## História
Foi descrita cientificamente por Kolbe em 1893.